# 엘람어

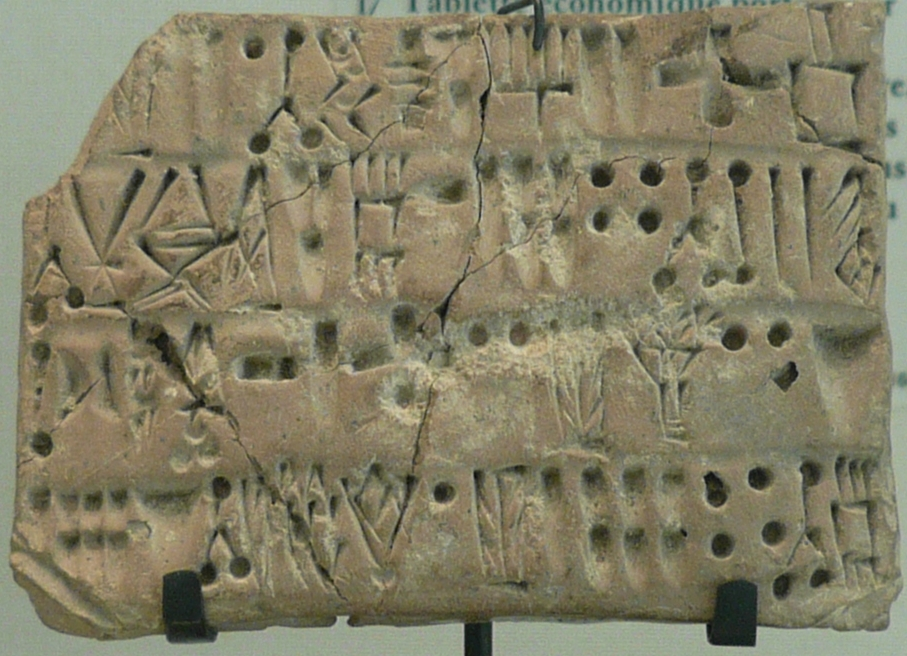

엘람어(영: Elamite)는 고대 엘람인에 의해 쓰이던 언어로, 현재는 사라진 언어이다. 엘람어는 기원전 2600년부터 기록에 등장하여 기원전 330년경까지 주로 오늘날의 이란 남서부 지역에서 사용되었다. 연관된 언어가 알려지지 않은 고립어이기 때문에 기록의 해독이 어렵다.

## 역사
엘람어는 기원전 6세기에서 4세기까지 페르시아의 아케메네스 제국의 공식 언어로서 공적 비문이나 행정 기록에 널리 사용된 적이 있다. 이 변형을 아케메네스 엘람어라고 하며 엘람 쐐기 문자로 기록되었는데, 오늘날 완전히 해독되어 있다. 엘람어의 마지막 기록은 알렉산더 대왕에 의한 정복시에 나타났다.
아케메네스 왕조의 멸망 이후 기록은 찾아볼 수 없지만 늦으면 서기 10세기경까지 아랍어 문헌에서 후제스탄 지역에서 쿠지(Khūzī)라는 알아들을 수 없는 언어가 사용되었다는 등 간접적 언급이 있어 그 이후에도 화자가 남아있었을 가능성도 유추된다.

## 문자 체계
수세기에 걸쳐 세가지 구분이 되는 문자 체계가 있었다.
- 원 엘람 문자(Proto-Elamite script)
- 엘람 선형 문자(Linear Elamite script)
- 엘람 쐐기 문자(Elamite cuneiform)

### 원 엘람 문자
원(原) 엘람 문자는 기원전 3100년에서 2900년까지 짧은 기간 동안 사용된 이란의 가장 오래된 문자 체계이다. 원 엘람 문자를 적은 점토판이 이란의 여러 지역에서 발견되었다. 원 엘람 문자는 초기 쐐기 문자에서 발전한 것으로 보이며, 100개 이상의 부호로 구성된다. 부분적으로 표어문자로 생각된다. 점토판에 적힌 문자는 아직 완전히 해독되지않아서 엘람어인지 아닌지 알려져 있지 않다. 따라서 몇몇 원 엘람 문자를 포함하여 초기 기록이 당시의 입말과 관련없을 수도 있다고 주장되었다.

### 엘람 선형 문자
엘람 선형 문자는 몇몇 기념비에서만 확인된 고대 이란(엘람)의 문자체계이다. 엘람 선형 문자는 원 엘람 문자에서 비롯된 음절 기록 체계라고 하지만 확실히 증명되지는 않았다. 엘람 선형 문자는 기원전 3번째 천년의 마지막 사반천년의 매우 짧은 기간 동안 쓰였다. 엘람 선형 문자는 아직 해독되지 않았다. 월터 힌즈와 피에로 메리기를 비롯한 몇몇 학자들이 엘람 선형 문자의 해독을 시도해왔다.

### 엘람 쐐기 문자
엘람 쐐기 문자 또는 엘람 설형문자는 기원전 2500년에서 기원전 331년까지 사용되었으며 아카드 쐐기문자에서 차용한 문자이다. 엘람 쐐기 문자는 130개의 기호로 이루어져 있는데 그 수가 다른 설형 문자에 견주어 볼 때 적은 편이다. 엘람어는 가까운 셈족 또는 문자를 수입해온 아카드어와는 언어적으로 관계가 없다고 생각된다. 엘람어는 교착어이며 엘람어 문법의 특징은 명사 간의 어형변화이다.

## 어족 분류
엘람어의 계통 분류는 불명확하며, 많은 학자들에 의해 고립어로 간주된다. 그러나 다른 어족과 연관 지으려는 여러 시도가 있었다. 그 중 하나는 엘람드라비다어족 가설로, Igor M. Diakonoff와 David McAlpin에 의해 처음 주장되어 일부 학자들의 지지를 받았다. 이 가설에 따르면 엘람어와 드라비다어로 구성된 이 언어계통은 이란 남부에서 기원하여 인도-아리아인 이주 이전에 인도로 확장되어 한때 남아시아부터 서아시아에 걸쳐 널리 분포하였을 것이라고 한다. Václav Blažek은 엘람어가 아프로아시아어족와 더 밀접하게 연관이 있으며 아마도 이들의 구분이 되는 하부 분파를 형성한다고 주장하였다.